# Moggridgea
Genre
Moggridgea est un genre d'araignées mygalomorphes de la famille des Migidae.

## Distribution
Les espèces de ce genre se rencontrent en Afrique subsaharienne et en Australie.

## Liste des espèces
Selon World Spider Catalog (version 17.5, 24/09/2016) :
- Moggridgea albimaculata Hewitt, 1925
- Moggridgea ampullata Griswold, 1987
- Moggridgea anactenidia Griswold, 1987
- Moggridgea breyeri Hewitt, 1915
- Moggridgea clypeostriata Benoit, 1962
- Moggridgea crudeni Hewitt, 1913
- Moggridgea dyeri O. Pickard-Cambridge, 1875
- Moggridgea eremicola Griswold, 1987
- Moggridgea intermedia Hewitt, 1913
- Moggridgea leipoldti Purcell, 1903
- Moggridgea loistata Griswold, 1987
- Moggridgea microps Hewitt, 1915
- Moggridgea mordax Purcell, 1903
- Moggridgea nesiota Griswold, 1987
- Moggridgea occidua Simon, 1907
- Moggridgea pallida Hewitt, 1914
- Moggridgea paucispina Hewitt, 1916
- Moggridgea peringueyi Simon, 1903
- Moggridgea pseudocrudeni Hewitt, 1919
- Moggridgea purpurea Lawrence, 1928
- Moggridgea pymi Hewitt, 1914
- Moggridgea quercina Simon, 1903
- Moggridgea rainbowi (Pulleine, 1919)
- Moggridgea rupicola Hewitt, 1913
- Moggridgea rupicoloides Hewitt, 1914
- Moggridgea socotra Griswold, 1987
- Moggridgea tanypalpa Griswold, 1987
- Moggridgea teresae Griswold, 1987
- Moggridgea terrestris Hewitt, 1914
- Moggridgea terricola Simon, 1903
- Moggridgea verruculata Griswold, 1987
- Moggridgea whytei Pocock, 1897

## Publication originale
- O. Pickard-Cambridge, 1875 : On a new genus and species of trap-door spider from South Africa. Annals and Magazine of Natural History, sér. 4, vol. 16, p. 317-322 (texte intégral).